# Theophilosz bizánci császár
Theophilosz, magyarosan Teofil (ógörögül: Θεόφιλος, latinul: Theophilus, (?, 813 – Konstantinápoly, 842. január 20.), uralkodott 829. október 2. – 842. január 20.) bizánci császár, II. Mikhaél fia, az Amorita-dinasztia tagja. Uralkodása alatt kiújultak a harcok a Bagdadi Kalifátussal, amelyet kulturális szempontból igen nagyra értékelt; ugyanekkor kapott utoljára lendületet a képrombolás.

## Egy művelt császár
A műveletlen katona, Mikhaél mindent megtett, hogy 813-ban első feleségétől, Theklától született egyetlen fiát, akinek V. León volt a keresztapja, kiváló nevelésben részesítse. Ennek keretében Theophilosz komoly műveltségre tett szert, de ezen túlmenően is érdeklődött a művészetek és a tudományok iránt. Vallás tekintetében nevelője, Jóannész Grammatikosz szélsőséges ikonoklaszta nézeteit tette magáévá, valószínűleg ezzel függ össze, hogy nagyra becsülte az iszlám kulturális vívmányait.
Theophilosz érdekes személyiség volt: afféle Hárún ar-Rasídként (vagy Mátyás királyként) igyekezett ideális uralkodó lenni. Gyakran járta Konstantinápoly utcáit, és ítélkezett alattvalói panaszai hallatán szegények és gazdagok felett egyaránt. Ennek köszönhetően vallási indíttatású kegyetlenkedései ellenére számos történet és legenda maradt fenn róla.
Az építkezésekre és hadakozásra költött rengeteg pénz ellenére Theophilosz alatt a birodalom kereskedelme, ipara és pénzügyei virágkorukat élték köszönhetően a jól működő adminisztrációnak. Konstantinápoly falait is megerősítették, és egy kórházat is építettek a fővárosban, ami egészen a birodalom bukásáig (1453) fennmaradt.

## Birodalomszervezeti intézkedések
Theophilosz idején ért el végső fejlettségi fokára a Hérakleiosz alatt megalapozott thema-rendszer. Pontoszban, a Fekete-tenger partján megalakították Paphlagónia és Khaldia themáját, melyek részint a Bukellarion, részint az Armeniakon thema északkeleti területein alakultak meg. Az Armeniakon és az Anatolikon thema keleti határán három kisebb egységet (kleiszura, azaz hegyszoros) hoztak létre: Kharszianont, Kappadókiát és Szeleukeiát. Később ezeket is themákká minősítették. Egyúttal a Krím városait Kherszón központtal összefogó addigi klimata-szervezet is sztratégosz irányította themává vált. Theophilosz szövetségese, a Kazár Birodalom kagánja kérésére építtette fel bizánci mérnökökkel Szarkel erődjét a Donon.

## Arab háborúk
Theophilosz idejére a bagdadi kalifák, al-Mamún és 833-tól al-Mutaszim megszabadultak belső ellenzéküktől, és haderejüket ismét Anatólia ellen tudták indítani. Az ürügy perzsa menekültek befogadása és magas rangra juttatása volt (egy bizonyos Naszr például Theophilosz nagynénjét, Eirénét vette feleségül, és Theophobosz néven tábornok lett). Ennek kapcsán több forrás utal az ádzarbajdzsáni hurramita lázadó, Bábak és a bizánci császár kapcsolatára, amely azonban nem igazolható teljes mértékben.
Bizáncot eközben lekötötték a szicíliai szaracén harcok, melyek kudarcot hoztak (831-ben Palermo is elesett, és létrejött a Palermói Emírség). A keleti hadszíntéren váltakozó sikerű háborúskodás kezdődött, mely többnyire a muszlimok számára hozott eredményeket. 830-ban Mamún győzelmet aratott, mire 831 elején a bizánciak elfoglalták Tarszoszt. A diadalmenetben hazatérő császárt az év végén Kappadókiában győzték le, majd 833-ban ismét ugyanitt szenvedett vereségét. Mamún halálakor békét kötött, de hamarosan ismét megkezdődtek a harcok. A köztes időben akció indult a Krum kán idejében deportált foglyok kiszabadítására, amelynek sikere után felújították a békét a bolgárokkal.
837-ben Theophilosz hadai bevették Mutaszim szülővárosát, Zapetrát, valamint két másik fontos határvárat, Meliténét és Szamoszatát. A bosszú nem sokat váratott magára. A kalifa 838-ban a korábbiaknál nagyobb arányú offenzívát indított, ráadásul ezúttal nem a határokon, hanem a bizánci területek belsejében zajlott a háború. Az arabok július 22-én Dazimon mellett szétverték a Theophilosz vezette görög sereget, és megszállták Ankürát. A másik, személyesen Mutaszim vezette hadsereg augusztus 12-én bevette Amoriont, az erődként és a dinasztia szülővárosaként egyaránt jelentős város is elesett. Bosszúként 30 000 lakóját lemészárolták vagy rabszolgának adták el. A helyzet olyan fenyegetőnek tűnt, hogy Theophilosz a Frank Birodalomtól és Velencétől volt kénytelen segítséget kérni.

## A képrombolás végső rohama
A meggyőződéses ikonoklaszta császár 832-ben ediktumot adott ki, melyben megtiltotta a szentképek használatát. 837-ben Jóannész Grammatikoszt tette meg konstantinápolyi pátriárkának. Ketten egyesült erővel indultak harcra a képtisztelők ellen, elsősorban a szerzetességet megcélozva. Kegyetlenkedéseikkel azonban nem értek el sikert, és társadalmi bázist sem tudtak szerezni intézkedéseikhez. A katonai és vallásügyi kudarcok kikezdték Theophilosz erejét, 838-tól fokozatosan erejét vesztette, végül 842. január 20-án meghalt. Vele együtt az ikonoklaszta irányzat is végső vereséget szenvedett.

## Házasságok és leszármazottak
Mostohaanyja, az Izauri-házhoz tartozó Eufrozina szerezte neki feleségül a paphlagóniai Theodórát, aki képtisztelőként később élen járt férje művének lerombolásában. Ő két fiút és öt lányt szült férjének. Kónsztantinosz nevű fiuk fiatalon meghalt, így a kisebbik fiú, a 842-ben még hároméves Mihály örökölte a trónt anyja gyámsága alatt. Theophilosz Thekla nevű lánya később I. Baszileiosz szeretője lett.